# From the Music
Singles par The Potbelleez
Shake It
(2011) Midnight Midnight
(2011)
Pistes de Destination Now
Midnight Midnight Hello
From The Music est une chanson du groupe australien electro house The Potbelleez sorti en 2011. Il s'agit du 1er single extrait du 2e album studio Destination Now

## Classement par pays
| Classement (2011) | Meilleure position |
| ----------------- | ------------------ |
| Australie         | 32                 |
| Nouvelle-Zélande  | 35                 |
| France            | 73                 |
| France Club 40    | 19                 |